# Parque natural Collados del Asón
El parque natural Collados del Asón es un espacio natural protegido español situado en la comunidad autónoma de Cantabria, que fue declarado parque natural el 18 de febrero de 1999 por la Ley de Cantabria 1/1999, e incluido en la Red de Espacios Naturales Protegidos de Cantabria por la Ley de Cantabria 4/2006, de 19 de mayo, de Conservación de la Naturaleza.
Se encuentra situado en plena cordillera Cantábrica al sudeste de Cantabria y la totalidad de su ámbito territorial, con una superficie de 4740 ha, 4020 ha pertenecientes al municipio de Soba y 720 Ha enclavadas en terreno privado, están en altitudes comprendidas entre los 240 y los 1632 m s. n. m.
Es un área singular de gran interés, caracterizada por afloramientos calizos, pequeños bosques de hayas y singulares encinares cantábricos, junto a praderías realizadas por el hombre, para el aprovechamiento ganadero. Este hábitat tan diverso, posibilita el desarrollo de una variada fauna silvestre característica de la Cordillera. El parque se localiza en una zona que tradicionalmente ha estado muy despoblada, pero que ha posibilitado que el grado de naturalidad del conjunto sea elevado.
El pequeño barrio de Asón (en el municipio de Soba) es el único núcleo de población que se encuentra dentro de los límites del parque.

## Relieve
El relieve presenta unas formas, variadas, abruptas, y complejas que conforman estos paisajes cantábricos.
La cota altimétrica más elevada del parque natural se alcanza en el Picón del Fraile, de 1632 m, fronterizo con Burgos y próximo al portillo de Lunada, otro pico importante y también fronterizo es el Alto de Imunia de 1518 m cercano al portillo de La Sía.
Ya dentro de Cantabria destacan las dos montañas que cierran el curso del río Asón por E y O: el Colina de 1460 m y el Mortillano de 1415 m, este último pertenece ya a la Sierra de Hornijo.

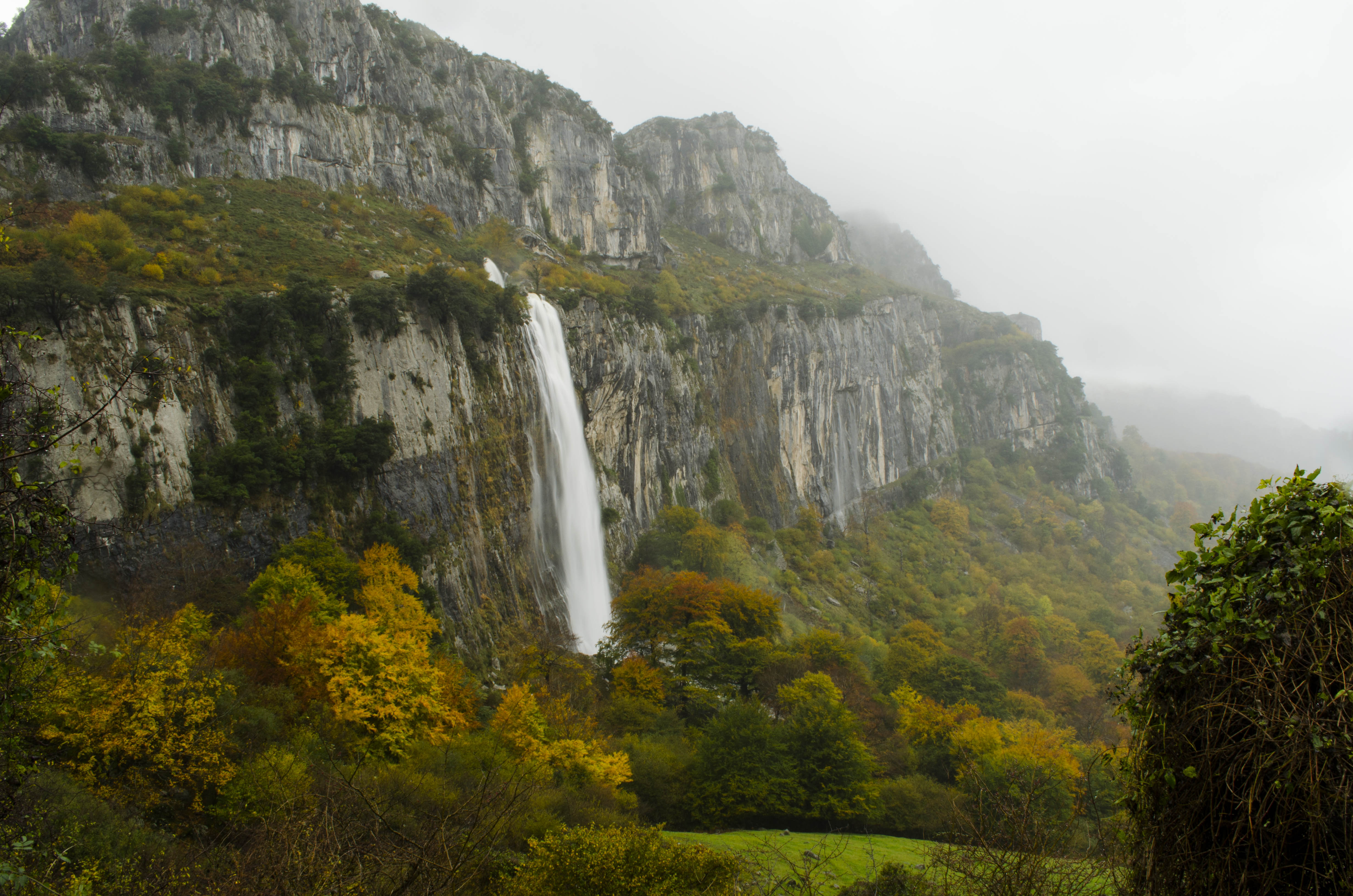
Nacimiento del río Asón.

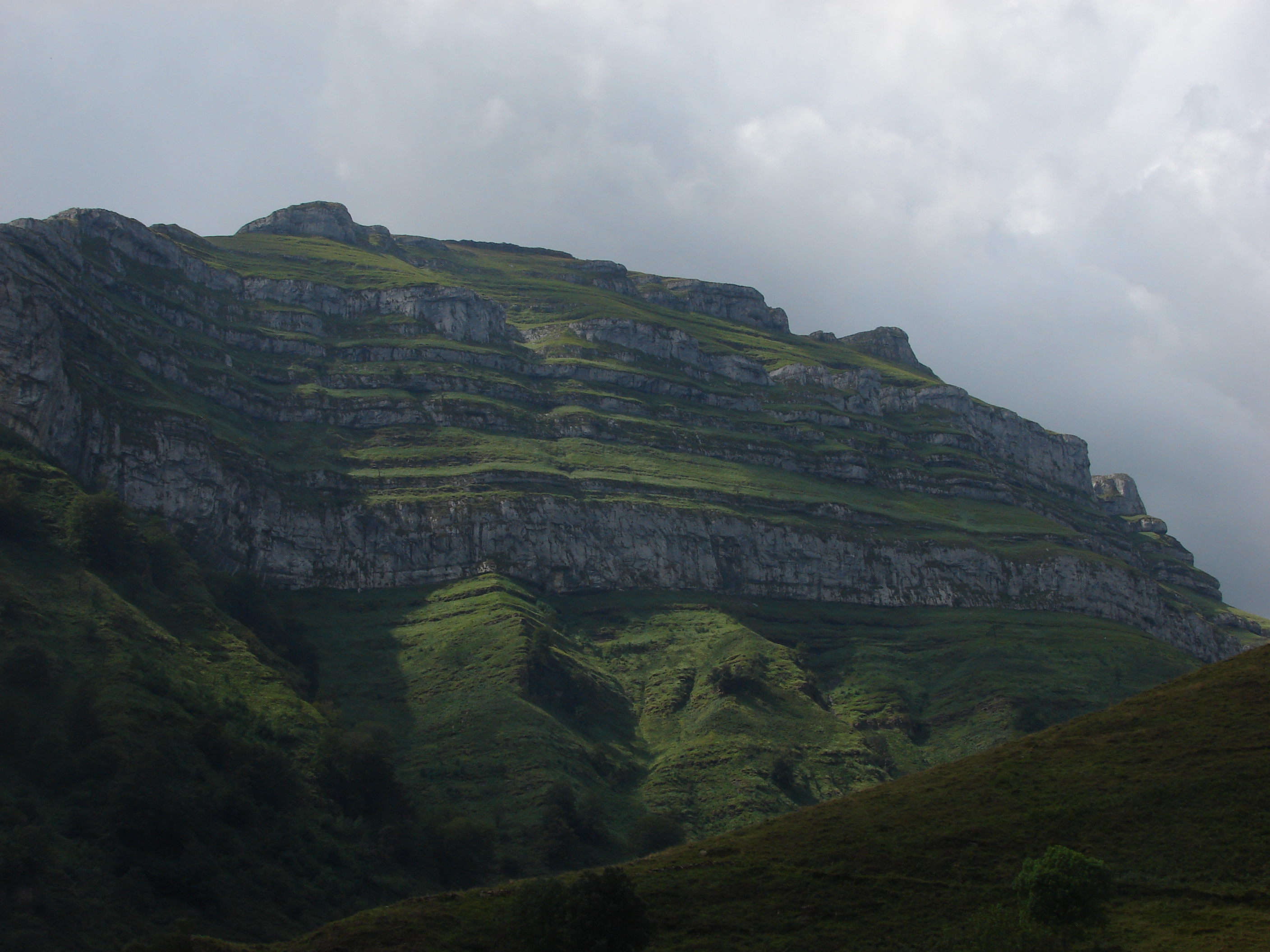
Castros de Hornéu.

### Glaciarismo
En el parque es frecuente encontrar formas de modelado relacionadas con la acción de los hielos, ya que su relieve ha estado influido por los procesos glaciares de las últimas glaciaciones cuaternarias, si bien este modelado está actualmente sometido a los procesos de ladera, fluviales o, incluso, periglaciares. La aparición de esta morfología en altitudes que van desde los 600 a los 1000 m s. n. m. evidencia que el clima era mucho más riguroso que el actual, similar al de zonas como los Alpes, en donde masas de hielo en forma de glaciares de circo o de valles existen permanentemente. Sin embargo, la desaparición de los hielos, al suavizarse las condiciones climáticas, da lugar a unos valles con fondo en forma de “U”, flanqueados por “cordones” de depósito morrénico y en cuyo frente suele permanecer la morrena frontal de media luna. Los ríos y arroyos pasan, posteriormente, a ocupar estos valles, modificando esta morfología.
En ocasiones, el glaciar en su retroceso quedaba reducido al circo, constituyendo una especie de gran “lenteja” de hielo acumulada en la depresión cóncava que aquel formaba, rodeado en su borde inferior por una morrena de circo, generalmente en forma de arco. Los glaciares de circo no sólo se debían al retroceso de las lenguas de hielo de glaciares más desarrollados, sino que también existieron en zonas donde la alimentación por las nevadas no era suficiente para que la lengua glaciar se formara, quedando la acumulación de hielo circunscrita al área del circo, sin fluir hacia un valle. Un ejemplo de glaciar de circo con una morrena muy bien desarrollada se encuentra en la carretera que va desde los Collados del Asón al Portillo de La Sía.

### Modelado kárstico
Las formaciones de origen kárstico más características del parque son los lapiaces, las dolinas y las cuevas, simas y cavidades que se forman en el interior de masas calcáreas.
Las extensiones de lapiaces o garmas aparecen continuamente en todo el territorio del parque, constituyendo su paisaje más característico. Destacan los existentes en el Mortillano, Los Campanarios o los Castros de Hornéu.

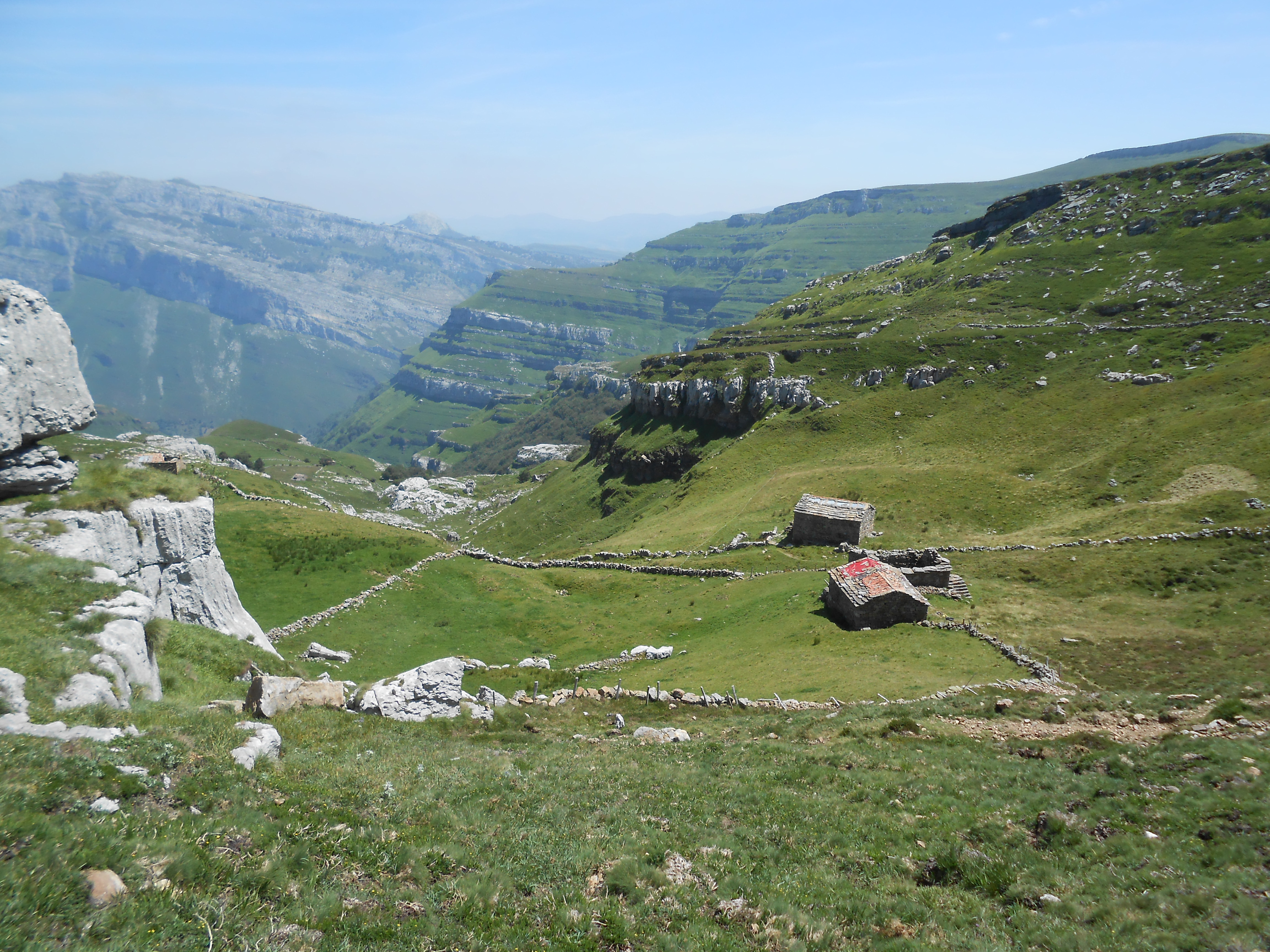
Cabañas de Sotombo con el macizo de Mortillano al fondo.

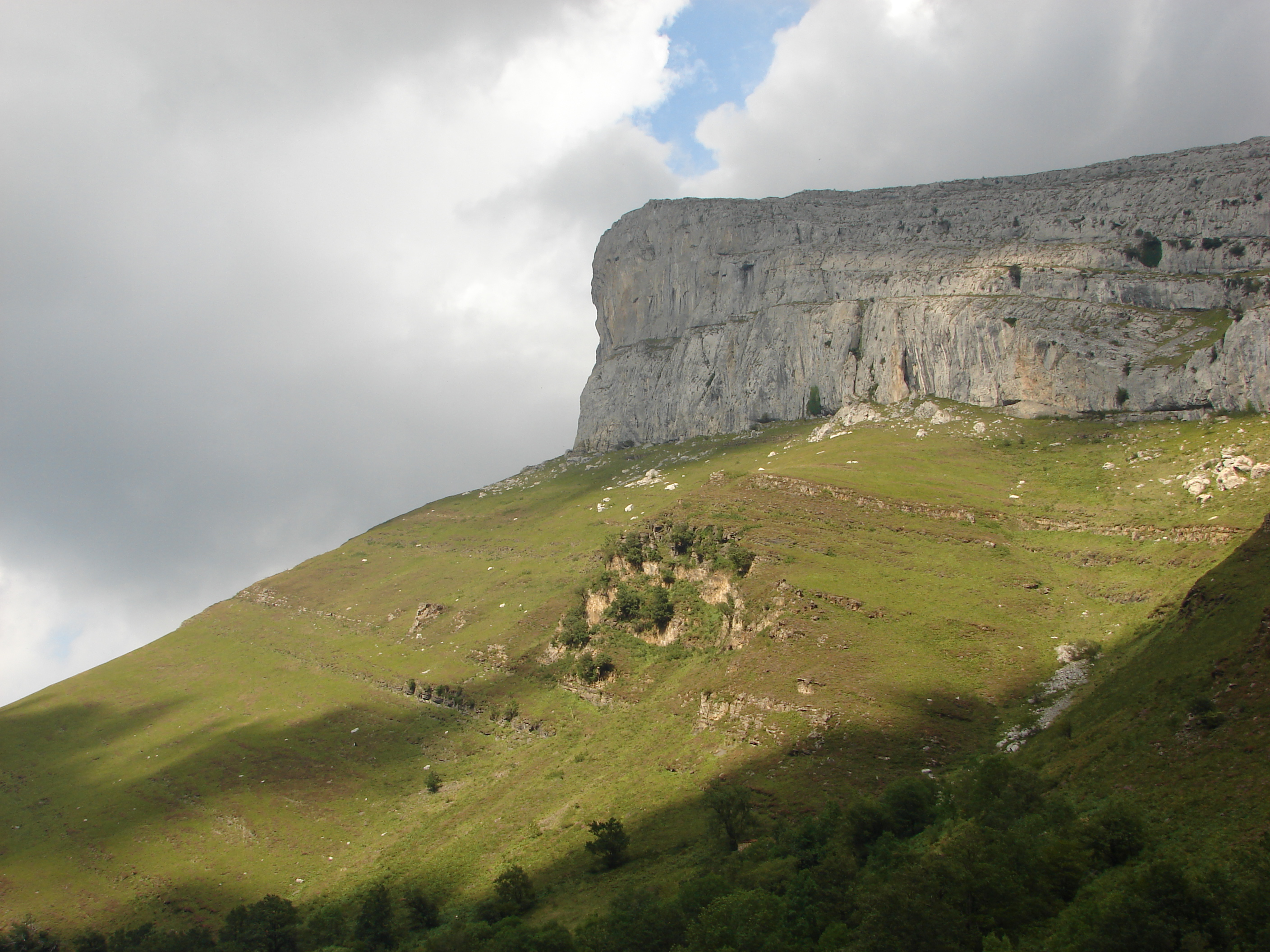
Peña Rocías.

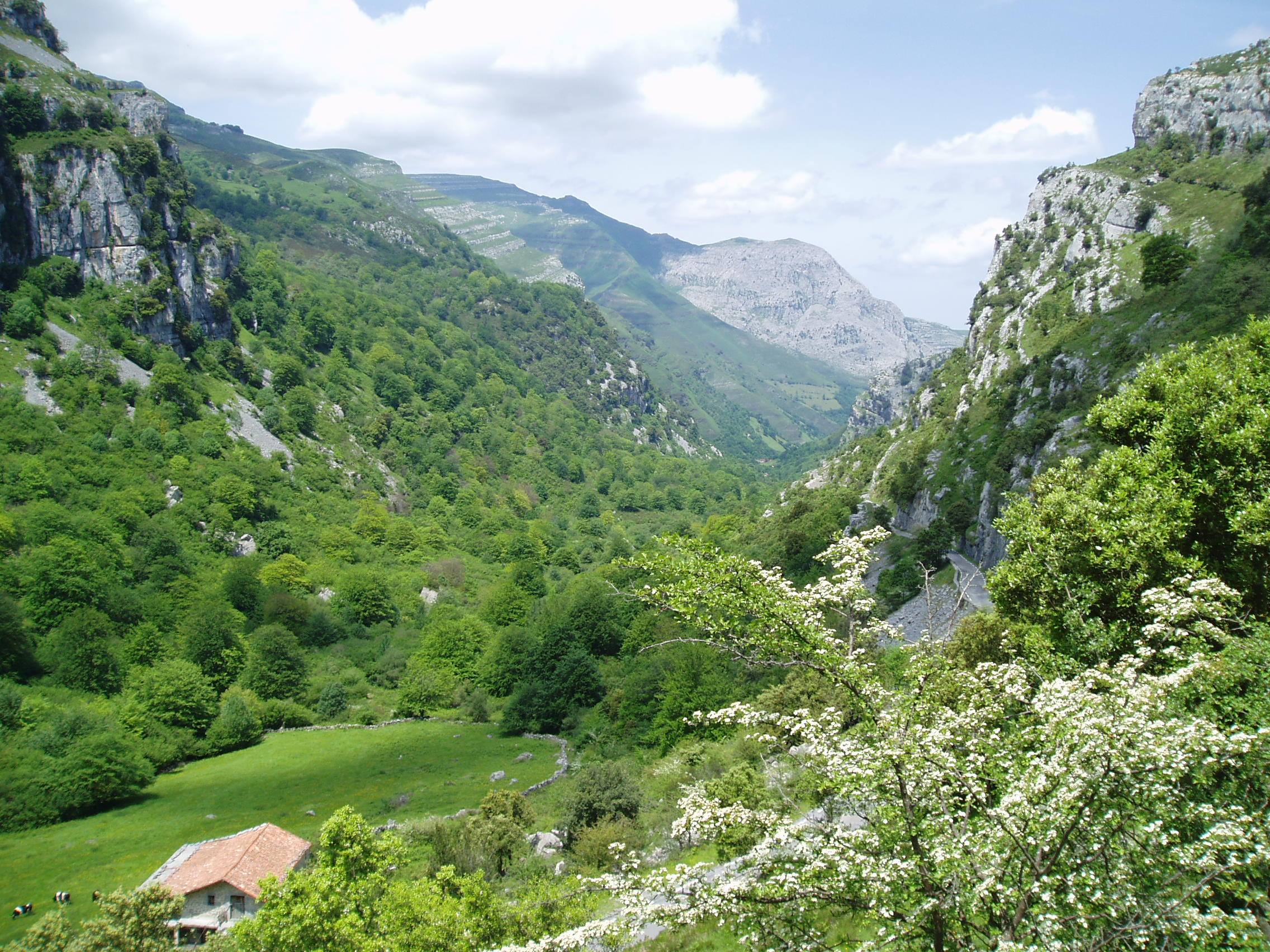
Vegetación del valle.

Sin embargo las formaciones kársticas más acusadas en el parque la constituye el enorme sistema de simas y cavidades que se desarrolla en el subsuelo de toda la cabecera del Asón. Las cavidades conocidas hasta el momento son numerosas y muchas de amplio desarrollo vertical, que enlazan con una complicada red horizontal de importantes proporciones.
Así, este complejo kárstico se presume que pueda constituir una unidad hidrogeológica al enlazar con varios ríos subterráneos que circulan por una red profunda de galerías. De este modo, estaríamos ante la mayor red de cuevas de Cantabria, con más de 150 km de desarrollo, de gran complejidad y verticalidad, cuya profundidad ronda los 600 m, lo que la convertiría, además, en una de las redes subterráneas más grandes de Europa.

### Dinámica fluvial
Por último el modelado fluvial actuó sobre el paisaje formado por glaciares y complejos kársticos configurando el paisaje del parque tal y como hoy lo conocemos. En el parque nace el río Asón, que atraviesa lo atraviesa en su totalidad en dirección S-N, además de su principal afluente el Gándara. El actual valle es solo un fragmento del original que nacería más al sur, en la vertiente norte del Portillo de la Sía. La erosión producida por el río Gándara en su cabecera originó una captura de la cuenca de cabecera del Asón. La alimentación de la cascada en la que finaliza el valle de Bustalveinte, considerada tradicionalmente el Nacimiento del Asón, proviene en realidad de la depresión kárstica de Brenavinto situada en el valle glaciar de Ojón.

## Flora
La vegetación, es la característica del bosque atlántico caducifolio dominado básicamente, por hayas. Si bien hay que destacar la singularidad biogeográfica del parque, ya que junto a esa vegetación atlántica existen encinares cantábricos que han perdurado debido a que se han desarrollado sobre las rocas calizas predominantes. El hayedo es la formación forestal dominante, pudiendo encontrar abedules y rebollos en aquellas zonas donde, debido a las frecuentes precipitaciones se ha producido una pérdida de sales en el suelo. En las cotas inferiores, en puntos como el nacimiento del Asón, el hayedo alterna con el encinar cantábrico, que le sustituye en aquellos puntos más insolados y, por lo tanto, sometidos a una mayor pérdida de humedad. En la parte baja del valle aparecen fresnos, alisos y sauces, formando un exiguo bosque de ribera. Estas formaciones forestales ceden en aquellos puntos donde, debido a la acción humana o a lo limitado de las condiciones edáficas, son sustituidos por pastos de diferente grado de naturalidad. 
Entre éstos destacan las comunidades rupícolas que, desarrollándose sobre pequeñas repisas en donde se acumulan pequeñas cantidades de suelo, constituyen auténticos reservorios de diversidad botánica.

## Fauna

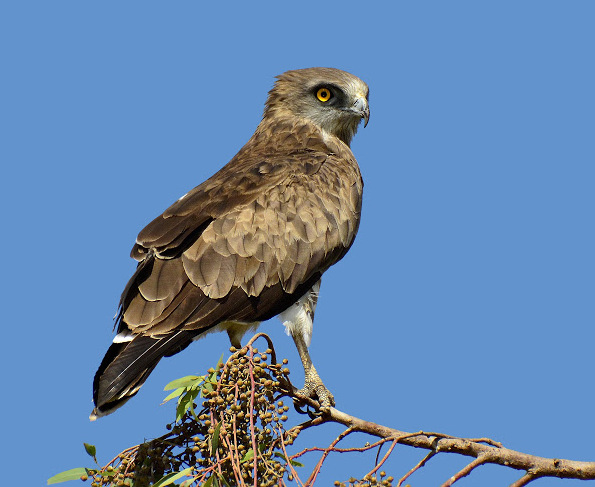
Águila culebrera.

En cuanto a la fauna podemos encontrar una amplia representación de la fauna de montaña
cantábrica, destacando las grandes rapaces como el buitre leonado, el alimoche, el águila culebrera y el azor. Entre los mamíferos, y dada la alta densidad de cuevas que se encuentran en la zona, cobra relevancia el grupo de los quirópteros entre los que destacan el murciélago de cueva (Miniopterus schreibersii), murciélago de herradura (Rhinolophus euryale) y murciélago grande de herradura (Rhinolophus ferrumequinum). En los ríos del parque son abundantes la trucha común y el salmón atlántico.
Pese a todo, el principal interés faunístico del parque reside en los valores de fauna invertebrada presentes en el mismo, pues reúne a las especies de invertebrados más
valiosos y raros de Cantabria. Se han localizado en el interior de todas las cavidades
importantes endemismos troglobios de arácnidos, crustáceos, diplópodos, quilópodos e insectos, muchos de ellos únicamente conocidos en el entorno kárstico del Asón.

## Ordenación de usos

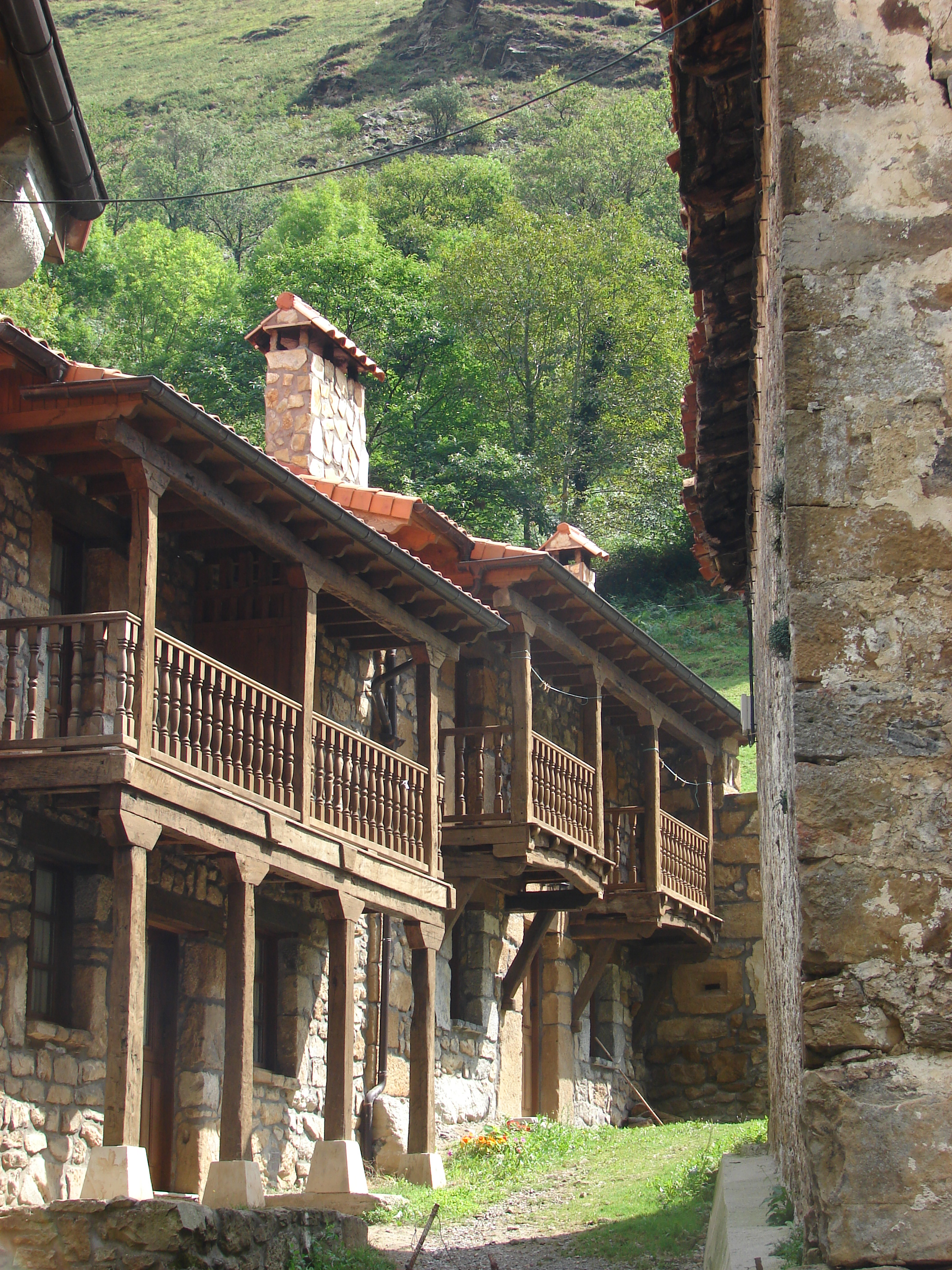
Arquitectura tradicional en el barrio de San Antonio de Asón (Soba).

El parque fue creado por la Ley de Cantabria 1/1999 de 18 de febrero. El Plan de Ordenación de los Recursos Naturales (PORN) del parque se aprobó por el Decreto 2/2004 del Gobierno de Cantabria. En él se recogen las directrices principales que permiten garantizar la conservación de los recursos paisajísticos, ecológicos, científicos y culturales de este espacio protegido. Para la consecución de estos objetivos el PORN establece cuatro categorías de zonificación del territorio del parque, dividiendo este en zonas de reserva, en las que no se permite ninguna actividad; zonas de uso limitado, en las que se permite un uso moderado que no implique instalaciones permanentes; zonas de uso compatible, donde es posible un uso público de moderado desarrollo permitiéndose instalaciones de uso público o de mejora de la calidad de vida de los habitantes del parque; y, por último, zonas de uso general, en las que se permite el emplazamiento de instalaciones y actividades y que se encuentran a los bordes de las carreteras que atraviesan el parque.